# 阿爾布雷家族
阿爾布雷家族（法語：Maison d'Albret），法国歷史上的贵族家族，曾統治納瓦拉王國。